# Casa del Médico Castell
La Casa del Médico Castell es un edificio situado en la calle Trinidad número 5 de Almazora (Castellón). Es obra del arquitecto castellonense Francisco Tomás Traver. Su estilo arquitectónico es el modernismo valenciano.

## Edificio
Se trata de una obra atribuida al arquitecto Francisco Tomás Traver ejecutada en 1905, que en aquel momento desempeñaba el cargo de arquitecto municipal. Fue propiedad del matrimonio formado por Vicente Serra Canós y Antonia Arenós, promotores de la construcción del conocido teatro Serra, en el mismo municipio.
Está catalogado como Bien de relevancia local y recogido en el Catálogo de Bienes y Espacios Protegidos, desde octubre de 2006, estando publicado en el Boletín Oficial Provincial  desde junio de 2007. Su código de identificación es: 12.05.009-010.
Se trata de un edificio construido siguiendo el estilo modernista valenciano y está considerado como uno de los edificios más destacados de la localidad. Consta de planta baja, dos alturas y ático con dos pequeños óculos. Destaca en el edificio la profusa ornamentación de tipo floral típicamente modernista que se halla tanto en la fachada, en el enrejado que ornamenta los balcones o en la cuidada carpintería interior.